# Ebnat (Ebnat-Kappel)
Ebnat (toponimo tedesco; fino al 1762 Ober-Wattwil e in seguito Ebnet ) è una frazione del comune svizzero di Ebnat-Kappel, nel Canton San Gallo (distretto del Toggenburgo).

## Geografia fisica
Ebnat si trova nella valle della Thur.

## Storia

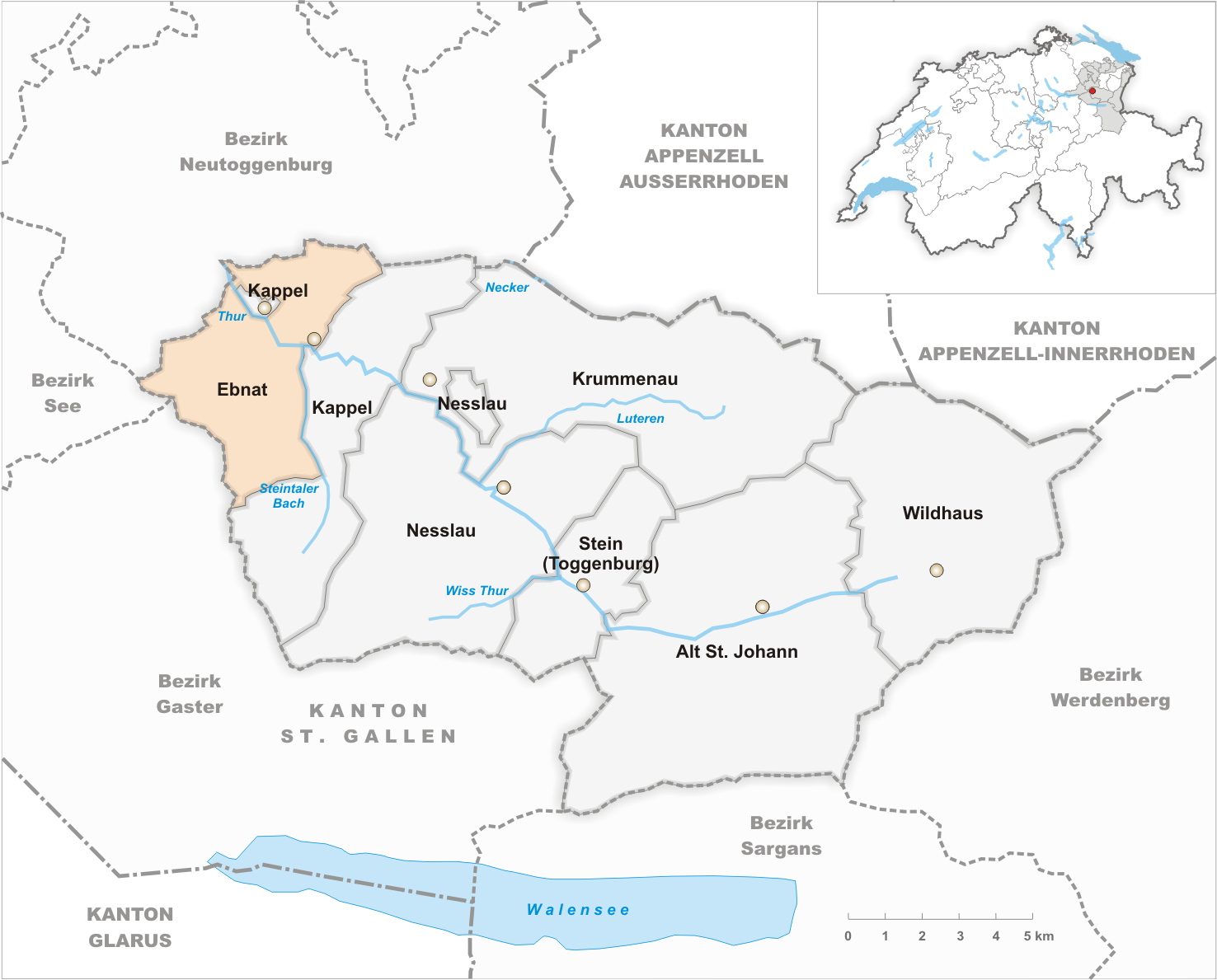
Il territorio del comune di Ebnat prima degli accorpamenti comunali del 1965

Già comune autonomo istituito nel 1803 e che si estendeva per 19,84 km², nel 1965 è stato accorpato all'altro comune soppresso di Kappel per formare il nuovo comune di Ebnat-Kappel.

## Monumenti e luoghi d'interesse
- Chiesa parrocchiale riformata, eretta nel 1762 da Johann Ulrich Grubenmann[1];
- Casa Zum Steinfels, costruita nel 1667[1].

## Società

### Evoluzione demografica
L'evoluzione demografica è riportata nella seguente tabella:
Abitanti censiti

## Economia
L'economia locale si basa prevalentemente sulla piccola industria e sul turismo invernale (stazione sciistica).

## Infrastrutture e trasporti
Ebnatè attraversato dalla strada principale 16 ed è servito dalla stazione di Ebnat-Kappel, capolinea della Ferrovia Wil-Ebnat-Kappel (linea S8 della rete celere di San Gallo).